# Le Race
Le Race est une course cycliste néo-zélandaise disputée sur une journée depuis 1999, dans la région de Canterbury. L'épreuve part de Christchurch et se termine dans les environs d'Akaroa, pour une distance de 100 kilomètres.

## Histoire
La première édition de l'épreuve a lieu en 1999. Lors de l'édition 2001, la concurrente Vanessa Caldwell meurt sur la Summit Road, dans les Port Hills, après avoir percuté une voiture sur le parcours. La directrice de la course Astrid Andersen est reconnu coupable dans un premier temps et condamnée en 2003 à 10 000 dollars néo-zélandais. Le procès a alors un impact majeur sur l'organisation d’événements cyclistes dans le pays, de nombreux épreuves sont annulées ou reportées. La Cour d'appel récuse la déclaration de culpabilité en septembre 2004. Aucun autre procès n'a été tenu, mais la condamnation est finalement annulée.
En 2008, la direction de l'épreuve passe sous les reines de Simon Hollander. Hollander lègue ensuite la direction de la course à Sheree Stevens, à partir de 2015.
Le Race débute traditionnellement sur la place de la cathédrale de Christchurch, au mois de mars. À la suite du séisme de Christchurch de 2011, et en raison de la Central City Red Zone (en), la course est reportée au 15 octobre. Le départ est ainsi établi sur la rue Elgin, dans le quartier de Sydenham. Après avoir utilisé cet endroit comme point de départ durant quatre ans, Le Race retourne sur la place de la cathédrale de Christchurch à partir de l'année 2015.
Alors âgé de seulement seize ans, Keagan Girdlestone s'impose en solitaire sur l'édition 2014, devenant à cette occasion le plus jeune coureur à inscrire son nom au palmarès de l'épreuve.

## Palmarès

### Hommes
| Année | Vainqueur               | Deuxième         | Troisième         |
| ----- | ----------------------- | ---------------- | ----------------- |
| 1999  | Chris Barnsley          | Greg Scott       | Brian Fowler      |
| 2000  | Ben Bright (en)         | Heath Blackgrove | Scott McDonnell   |
| 2001  | Stuart Lowe             | Hayden Godfrey   | Andrew Widdup     |
| 2002  | Heath Blackgrove        | Scott McDonnell  | Kris Gemmell      |
| 2003  | Mark Bailey             | Ben Robson       | Pascal Steiner    |
| 2004  | Mark Bailey             | Brad McFarlane   | Ben Robson        |
| 2005  | Brian Fowler            | Jaaron Poad      | Mark Bailey       |
| 2006  | Mark Bailey             | Edwin Crosling   | Anthony Chapman   |
| 2007  | Edwin Crossling         | Reon Park        | Ashley Whitehead  |
| 2008  | Jeremy Yates            | Stephen Elden    | James Williamson  |
| 2009  | Jeremy Yates            | Eric Drower      | Brett Dawber      |
| 2010  | Michael Vink            | Paul Odlin       | Gordon McCauley   |
| 2011  | Joshua Atkins (en)      | Nick Lovegrove   | Michael Vink      |
| 2012  | Sam Horgan              | Paul Odlin       | Hamish Schreurs   |
| 2013  | Michael Vink            | James Early      | Sam Horgan        |
| 2014  | Keagan Girdlestone (en) | Aaron Strong     | Daniel Whitehouse |
| 2015  | Daniel Barry            | Richard Lawson   | Sam Horgan        |
| 2016  | Hayden Roulston         | Callum Gordon    | Thomas Hubbard    |
| 2017  | Brad Evans              | Connor Brown     | Chris Denholm     |
| 2018  | Daniel Whitehouse       | Sam Horgan       | Brad Evans        |
| 2019  | Daniel Whitehouse       | Andrew Bidwell   | Michael Vink      |
| 2020  | annulé                  | annulé           | annulé            |
| 2021  | Michael Vink            | Anton Cooper     | Ollie Jones       |

### Femmes
| Année | Vainqueur            | Deuxième           | Troisième          |
| ----- | -------------------- | ------------------ | ------------------ |
| 1999  | Tracy Clark          |                    |                    |
| 2000  | Annalisa Farrell     | Johanna Buick (en) | Wendy Farrow       |
| 2001  | Johanna Buick (en)   | Erin Baker         | Tracy Clark        |
| 2002  | Johanna Buick (en)   | Annalisa Farrell   | Mary Bamford       |
| 2003  | Johanna Buick (en)   | Julie Timmings     | Toni Wildermoth    |
| 2004  | Michelle Kiesanowski | Shanelle Barrett   | Glenda Ryan        |
| 2005  | Annalisa Farrell     | Gina Waibl         | Tracy Clark        |
| 2006  | Josie Loane          | Gina Waibl         | Tracy Clark        |
| 2007  | Carla Ryan           | Gina Waibl         | Donna Sibley       |
| 2008  | Serena Sheridan (en) | Donna Sibley       | Emma Petersen      |
| 2009  | Simone Grounds       | Laura Luxford      | Johanna Buick (en) |
| 2010  | Johanna Buick (en)   | Carla Ryan         | Amanda Minty       |
| 2011  | Reta Trotman (en)    | Haley Mercer       | Aimee Burns        |
| 2012  | Reta Trotman (en)    | Haley Mercer       | Sia Svendsen       |
| 2013  | Sharlotte Lucas      | Laura Fairweather  | Haley Mercer       |
| 2014  | Reta Trotman (en)    | Sharlotte Lucas    | Maddi Campbell     |
| 2015  | Sharlotte Lucas      | Georgia Catterick  | Elyse Fraser       |
| 2016  | Linda Villumsen      | Sharlotte Lucas    | Fiona Humpheson    |
| 2017  | Sharlotte Lucas      | Deborah Paine      | Kate McIlroy       |
| 2018  | Ella Harris          | Kate McIlroy       | Henrietta Christie |
| 2019  | Kate McIlroy         | Henrietta Christie | Julia Grant        |
| 2020  | annulé               | annulé             | annulé             |
| 2021  | Kate McIlroy         | Sharlotte Lucas    | Jojo Bauer         |